# 1. Liga (Polen) 2020/21
Die 1. Liga 2020/21, aus Sponsorengründen auch Fortuna I-Liga genannt, war die 73. Spielzeit der zweithöchsten polnischen Fußball-Spielklasse der Herren. Sie begann am 28. August 2020 und endete am 13. Juni 2021.
Absteiger aus der Ekstraklasa waren Korona Kielce, Arka Gdynia und ŁKS Łódź. Aufsteiger aus der dritten polnischen Liga waren Widzew Łódź, Górnik Łęczna und CWKS Resovia.

## Modus
Die 18 Mannschaften spielten an 34 Spieltagen jeweils zweimal gegeneinander; einmal zuhause und einmal auswärts. Der Tabellenerste und -zweite stiegen direkt in die Ekstraklasa auf. Die Teams auf den Plätzen vier bis sechs ermittelten in den Play-offs den dritten Aufsteiger. Der Tabellenletzte stieg ab.

## Teilnehmer
An der 1. Liga 2020/21 nehmen folgende 18 Mannschaften teil:
| Verein                       | Stadt            | Stadion                     | Kapazität |
| ---------------------------- | ---------------- | --------------------------- | --------- |
| Arka Gdynia                  | Gdynia           | Stadion Miejski             | 15.1390   |
| Bruk-Bet Termalica Nieciecza | Nieciecza        | Stadion Bruk-Bet            | 4.666     |
| Chrobry Głogów               | Głogów           | Chobry Stadion              | 2.817     |
| CWKS Resovia                 | Rzeszów          | Resovia-Stadion             | 3.420     |
| Górnik Łęczna                | Łęczna           | Górnik-Łęczna-Stadion       | 7.200     |
| GKS Bełchatów                | Bełchatów        | GIEKSA Arena                | 5.238     |
| GKS 1962 Jastrzębie          | Jastrzębie-Zdrój | Stadion Miejski             | 14.9000   |
| GKS Tychy                    | Tychy            | Stadion Miejski             | 15.1500   |
| Korona Kielce                | Kielce           | Suzuki Arena                | 15.5500   |
| ŁKS Łódź                     | Łódź             | ŁKS-Stadion                 | 5.700     |
| Miedź Legnica                | Legnica          | Stadion Miejski             | 6.177     |
| Odra Opole                   | Opole            | Stadion Miejski             | 5.500     |
| Puszcza Niepołomice          | Niepołomice      | Stadion Miejski             | 2.118     |
| Radomiak Radom               | Radom            | Stadion Radomiaka           | 4.418     |
| Sandecja Nowy Sącz           | Nowy Sącz        | Ojciec-Władysław-Augustynek | 7.000     |
| OKS Stomil Olsztyn           | Olsztyn          | Stadion OSiR                | 2.579     |
| Widzew Łódź                  | Łódź             | Widzew-Stadion              | 18.0080   |
| Zagłębie Sosnowiec           | Sosnowiec        | Stadion Ludowy              | 5.500     |

## Abschlusstabelle
| Pl. | Verein                       | Sp. | S  | U  | N  | Tore    | Diff. | Punkte |
| --- | ---------------------------- | --- | -- | -- | -- | ------- | ----- | ------ |
| 1.  | Radomiak Radom               | 34  | 20 | 8  | 6  | 049:200 | +29   | 68     |
| 2.  | Bruk-Bet Termalica Nieciecza | 34  | 18 | 11 | 5  | 056:280 | +28   | 65     |
| 3.  | GKS Tychy                    | 34  | 18 | 9  | 7  | 049:270 | +22   | 63     |
| 4.  | Arka Gdynia (A)              | 34  | 17 | 9  | 8  | 051:320 | +19   | 60     |
| 5.  | ŁKS Łódź (A)                 | 34  | 17 | 7  | 10 | 059:410 | +18   | 58     |
| 6.  | Górnik Łęczna (N)            | 34  | 15 | 11 | 8  | 047:300 | +17   | 56     |
| 7.  | Miedź Legnica                | 34  | 13 | 12 | 9  | 049:360 | +13   | 51     |
| 8.  | Odra Opole                   | 34  | 13 | 10 | 11 | 035:410 | −6    | 49     |
| 9.  | Widzew Łódź (N)              | 34  | 11 | 13 | 10 | 030:360 | −6    | 46     |
| 10. | Sandecja Nowy Sącz           | 34  | 12 | 9  | 13 | 042:520 | −10   | 45     |
| 11. | Chrobry Głogów               | 34  | 12 | 8  | 14 | 034:450 | −11   | 44     |
| 12. | Korona Kielce (A)            | 34  | 11 | 8  | 15 | 031:460 | −15   | 41     |
| 13. | Puszcza Niepołomice          | 34  | 10 | 7  | 17 | 032:460 | −14   | 37     |
| 14. | GKS 1962 Jastrzębie          | 34  | 10 | 5  | 19 | 032:480 | −16   | 35     |
| 15. | OKS Stomil Olsztyn           | 34  | 9  | 8  | 17 | 031:480 | −17   | 35     |
| 16. | CWKS Resovia (N)             | 34  | 8  | 8  | 18 | 027:450 | −18   | 32     |
| 17. | Zagłębie Sosnowiec           | 34  | 8  | 6  | 20 | 035:430 | −8    | 30     |
| 18. | GKS Bełchatów 1              | 34  | 6  | 7  | 21 | 024:510 | −27   | 23     |

Platzierungskriterien: 1. Punkte – 2. Direkter Vergleich (Punkte, Tordifferenz, geschossene Tore) – 3. Tordifferenz – 4. geschossene Tore

| (A) | Absteiger aus der Ekstraklasa 2019/20 |
| (N) | Aufsteiger aus der 2. Liga 2019/20    |

## Play-offs

### Halbfinale
| Datum      |             | Ergebnis              |               |
| ---------- | ----------- | --------------------- | ------------- |
| 16.06.2021 | Arka Gdynia | 0:1                   | ŁKS Łódź      |
| 16.06.2021 | GKS Tychy   | 1:1 n. V. (2:4 i. E.) | Górnik Łęczna |

### Finale
| Datum      |          | Ergebnis |               |
| ---------- | -------- | -------- | ------------- |
| 20.06.2021 | ŁKS Łódź | 0:1      | Górnik Łęczna |

## Torschützenliste
| Pl. | Name               | Mannschaft                   | Tore |
| --- | ------------------ | ---------------------------- | ---- |
| 01. | Roman Gergel       | Bruk-Bet Termalica Nieciecza | 19   |
| 02. | Karol Angielski    | Radomiak Radom               | 13   |
| 03. | Pirulo             | ŁKS Łódź                     | 12   |
| 03. | Daniel Rumin       | GKS 1962 Jastrzębie          | 12   |
| 05. | Kamil Zapolnik     | Miedź Legnica                | 11   |
| 06. | Antonio Domínguez  | ŁKS Łódź                     | 10   |
| 06. | Juliusz Letniowski | Arka Gdynia                  | 10   |
| 06. | Maciej Rosołek     | Arka Gdynia                  | 10   |